# Banque du Portugal
La Banque du Portugal (en portugais : Banco de Portugal) est la banque centrale de la République portugaise. Elle est créée le 19 novembre 1846 et fait partie du Système européen de banques centrales.

## Histoire
La reine Marie II du Portugal a créé la banque par charte royale le 19 novembre 1846 pour servir de banque commerciale et d'émission. Elle est née de la fusion de la Banco de Lisboa, première banque fondée au Portugal, et de la Companhia de Confiança Nacional, société d'investissement spécialisée dans le financement de la dette publique.
La banque a été désignée par la Couronne portugaise comme émetteur de la monnaie ayant cours légal, à l'époque le réal portugais, qu'elle a continué à produire jusqu'en 1911.
Après l'instauration de la République en 1910, la Banque du Portugal commença à émettre l'escudo portugais.
En 1932, la banque fonda la Bibliothèque de la Banque du Portugal, l'une des plus importantes bibliothèques privées du Portugal.
Sous l'État nouveau, la banque mena une politique vigoureuse d'acquisition d'or à partir de 1957.
Suite à sa nationalisation en septembre 1974 et à sa nouvelle loi organique (1975), la Banque du Portugal est devenue, pour la première fois, responsable de la supervision du système bancaire.
Elle fait partie intégrante du Système européen de banques centrales, fondé en juin 1998.
En août 2014, la Banque du Portugal a annoncé la restructuration de la deuxième plus grande banque du pays, la Banque Espírito Santo, en la scindant en deux. Lors de cette restructuration, l'un des prêteurs, Oak Finance, a conservé ses dettes auprès de la Banque Espírito Santo. Cette décision a déclenché une action en justice de la part d'un groupe d'investisseurs, dont des fonds spéculatifs et le Fonds de pension néo-zélandais.

## Liste de Governeurs
Le président de la Banque des Pays-Bas est nommé par le gouvernement pour un mandat de sept ans, renouvelable. Les présidents successifs sont :
| Rang | Nom                                | Mandat    |     | Rang                                | Nom              | Mandat    |
| ---- | ---------------------------------- | --------- | --- | ----------------------------------- | ---------------- | --------- |
| 1er  | António Augusto Pereira de Miranda | 1887–1891 |     | 11e                                 | Vítor Constâncio | 1985–1986 |
| 2e   | Pedro Augusto de Carvalho          | 1891–1894 | 12e | José Alberto Tavares Moreira        | 1986–1992        |           |
| 3e   | Júlio de Vilhena                   | 1895–1907 | 13e | Luís Miguel Couceiro Pizarro Beleza | 1992–1994        |           |
| 4e   | José Adolfo de Mello e Sousa       | 1907–1910 | 14e | António José Fernandes de Sousa     | 1994–2000        |           |
| 5e   | Inocêncio Camacho                  | 1911–1936 | 15e | Vítor Constâncio                    | 2000–2010        |           |
| 6e   | Rafael da Silva Neves Duque        | 1957–1963 | 16e | Carlos da Silva Costa               | 2010–2020        |           |
| 7e   | António Pinto Barbosa              | 1966–1974 | 17e | Mário Centeno                       | Depuis 2020      |           |
| 8e   | Manuel Jacinto Nunes               | 1974–1975 |     |                                     |                  |           |
| 9e   | José da Silva Lopes                | 1975–1980 |     |                                     |                  |           |
| 10e  | Manuel Jacinto Nunes               | 1980–1985 |     |                                     |                  |           |